# Dolor psicogènic
El dolor psicogènic és el dolor físic que és causat, augmentat o perllongat per factors mentals, emocionals o de comportament, sense evidència de lesió física o malaltia.
El mal de cap, el mal d'esquena o el mal d'estómac són alguns dels tipus més comuns de dolor que poden tenir un component psicogènic. Normalment s'acompanya d'esdeveniments emocionals com el rebuig social, tenir el cor trencat, el dol, el penediment o d'altres. Aquest dolor també pot ser causat per trastorns psicològics com l'ansietat i la depressió, que poden afectar l'aparició i la gravetat del dolor experimentat.
Els que pateixen de dolor psicogènic són sovint estigmatitzats, perquè tant els professionals mèdics com el públic en general tendeixen a pensar que el dolor d'origen psicològic no és "real".
La International Association for the Study of Pain (IASP, o Associació Internacional per a l'Estudi del Dolor) defineix el dolor com "una experiència sensorial i emocional desagradable associada amb, o semblant estar associada amb, un dany dels teixits real o potencial". Aquesta definició es va revisar per primera vegada des de 1979 el 2020, i es va publicar oficialment a la CIM-11. L'IASP amplia aquesta definició per incloure el dolor psicogènic amb els punts següents:
- El dolor és sempre una experiència personal que està influenciada en diferents graus per factors biològics, psicològics i socials.
- A través de la seva experiència vital, les persones aprenen el concepte de dolor.
- S'hauria de respectar el que diu una persona sobre la seva experiència de dolor.[5]

A més, la CIM-11 va eliminar la classificació anterior del dolor psicogènic (trastorn de dolor somatomorf persistent) del manual a favor d'entendre el dolor com una combinació de factors físics i psicosocials. Això es reflecteix en la definició de dolor primari crònic, que reconeix que el dolor prové de múltiples factors personals i ambientals i s'ha de diagnosticar "independentment dels contribuents biològics o psicològics identificats".
Alguns especialistes creuen que el dolor crònic psicogènic existeix com una distracció protectora per mantenir inconscients unes emocions reprimides i perilloses com la ira o la ràbia. No obstant això, segueix sent controvertit que el dolor crònic pugui sorgir de causes purament emocionals.